# Diepoltsdorf (Simmelsdorf)
Diepoltsdorf ist ein Gemeindeteil der Gemeinde Simmelsdorf im Landkreis Nürnberger Land (Mittelfranken, Bayern). Die Gemarkung Diepoltsdorf hat eine Fläche von 5,134 km². Sie ist in 1416 Flurstücke aufgeteilt, die eine durchschnittliche Flurstücksfläche von 3625,81 m² haben. In ihr liegen neben dem namensgebenden Ort die Gemeindeteile Rampertshof und Unterachtel.

## Geografie
Das Dorf liegt im Tal der Schnaittach. Die Kreisstraße LAU 2 führt der Schnaittach entlang nach Simmelsdorf zur Staatsstraße 2241 (1,7 km südwestlich) bzw. nach Unterachtel (1,3 km nordöstlich). Die Kreisstraße LAU 12 führt nach Utzmannsbach (1,2 km nördlich). Eine Gemeindeverbindungsstraße führt nach Bühl (0,9 km westlich).

## Geschichte
1319 wurde Diepoltsdorf erstmals erwähnt.
Mit dem Gemeindeedikt wurde Diepoltsdorf im Jahr 1808 dem Steuerdistrikt Hormersdorf und der Ruralgemeinde Hormersdorf zugewiesen. Mit dem Zweiten Gemeindeedikt (1818) entstand die mittelbare Ruralgemeinde Diepoltsdorf, zu der Rampertshof gehörte. Sie unterstand in Verwaltung und Gerichtsbarkeit dem Landgericht Lauf. In der freiwilligen Gerichtsbarkeit jedoch waren das Gugel’sche Patrimonialgericht Diepoltsdorf bzw. das Harsdorf’sche Patrimonialgericht Diepoltsdorf zuständig. Im Zuge der Gebietsreform in Bayern kam die Gemeinde Utzmannsbach am 1. April 1971 hinzu. Schon drei Monate später am 1. Juli 1971 wurde die so erweiterte Gemeinde Diepoltsdorf nach Simmelsdorf eingegliedert.

## Baudenkmäler

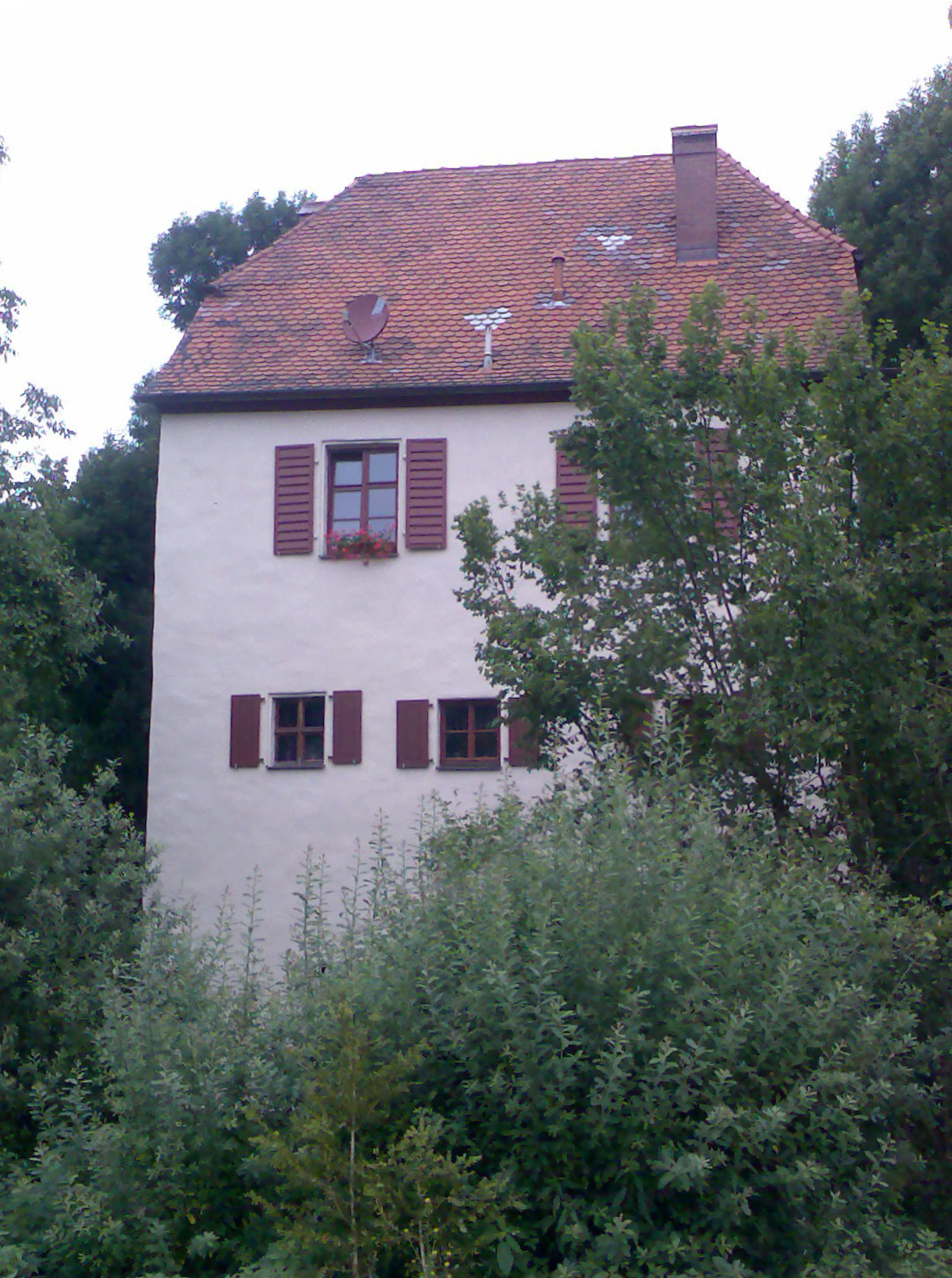
Herrensitz „Vordere Behausung“

In Diepoltsdorf befinden sich mehrere Baudenkmäler, darunter drei Herrensitze (Naifer Straße 5 und 7 sowie 18) und eine Mühle.
Die Geschichte des älteren Schlosses, der sogenannten „Vorderen Behausung“, eines Turmhauses mit Wassergraben, lässt sich bis ins Jahr 1366 zurückverfolgen.
Der „Vordere Sitz“ samt der Ortsherrschaft kam 1366 an die Familie Groland, die 1344 durch Aufnahme in den „Inneren Rat“ ins Nürnberger Patriziat aufgestiegen war. Seit 1450 gehörte ihr auch der benachbarten Herrensitz Utzmannsbach. Der letzte Besitzer war Sebastian Groland, dessen Enkelin Maria Coburger im Jahr 1627 den Patrizier Christoph Gottfried Gugel heiratete. Diese Familie nannte sich fortan Gugel von Brand und Diepoltsdorf. Die Gugels erwarben 1660 auch den unmittelbar benachbarten „Hinteren Sitz“ und vereinigten das Gut wieder in einer Hand. Die Gugel blieben fast zweieinhalb Jahrhunderte im Besitz. Zu den Diepoltsdorfer Liegenschaften des Geschlechts zählten auch ein Hammerwerk, eine Spiegelglasschleife und eine Mühle. Der letzte der Diepoltsdorfer Linie, Joseph Maria Ludwig Christoph (1764–1843), verkaufte das Gut 1816 an seinen Neffen Franz Wilhelm Christoph von Gugel (1771–1848); an ihn und seine zweite Gemahlin Adelheid erinnert das Allianzwappen Gugel/Muffel über dem Eingang. Nach einer Erbeinigung unter seinen Töchtern ging die Liegenschaft 1872 an die Tochter Luise und ihren Ehemann, den aus einem alten oberpfälzischen Hammerherrengeschlecht stammenden Wilhelm Johann von Loefen, über. Die Familie von Loefen besitzt die beiden Herrensitze Vorderes und Hinteres Haus noch heute.
Mit der so genannten „Neuen Behausung“ entstand 1570 unter Katharina Groland, Witwe des 1561 verstorbenen Christoph Groland, das dritte Herrenhaus in Diepoltsdorf (Naifer Straße 18), nordöstlich des von Loefenschen Sitzes, ein zweigeschossiger massiver Walmdachbau. Er kam 1599 auf dem Erbweg an die Familie Stockhamer (Stockamer, eine Familie der „Erbarkeit“, d. h. des Zweiten Stands) und 1689 an den Patrizier Georg Christoph Pömer, der sich fortan Pömer von Diepoltsdorf nannte. 1760 folgten durch Kauf ein Herr von Velhorn und 1766 der Nürnberger Kaufmann Johann Stephan Zeltner von Hohenau. 1809 gelangte der Sitz durch Heirat der Hedwig Zeltner mit Johann Carl Friedrich Christoph Harsdorf von Enderndorf an ein altes Nürnberger Patriziergeschlecht, das ihn 1878 der Freiherrlich von Harsdorfschen Familienstiftung zuführte, welche die „Neue Behausung“ bis heute besitzt.